# Ернев, Олег Аскерович
Олег Аскерович Ернев (26 сентября 1949, Ашхабад) — советский прозаик, поэт, драматург, либреттист, педагог. Член Союза писателей Санкт-Петербурга, Союза писателей России, Союза театральных деятелей, Профкома Санкт-Петербургских драматургов и Санкт-Петербургского Союза искусств.

## Биография
Родился в городе Ашхабаде, Туркменской ССР в 1949 году. В 1973 году оканчивает Туркменский государственный университет и уезжает на Дальний восток, где работает заместителем директора школы и преподаёт русский язык и литературу в старших классах. Потом переезжает в Рязань и устраивается научным сотрудником в государственный музее-заповеднике С. А. Есенина в селе Константиново.

С 1975 по 1981 год живёт и работает в Москве. Затем переезжает в Ленинград и поступает в драматургическую мастерскую Игната Дворецкого.
С 1986 года начинает печататься и ставиться в театрах. Пьесы «Мы пришли» и «Когда Спящий проснётся» прошли по многим театрам Советского Союза. Совместно с композитором Виктором Плешаком работает для драматических и музыкальных театров. Такие мюзиклы, как «Инкогнито из Петербурга», «Ночь перед Рождеством», «Женитьба» были поставлены во многих театрах России. Параллельно драматургической деятельности выпускает детские книги и прозу. Продолжает эту работу и поныне.

## Творчество

##### Пьесы
- «Мы пришли» — журнал «Современная Драматургия» № 2 за 1989 год. Постановка премьеры состоялась на Малой сцене Большого драматического театра имени Г. А. Товстоногова, в Театре Васильевского острова (Муниципальный драматический театр Васильевского острова п/р Л. И. Малеванной), а также в двенадцати театрах бывшего Советского Союза.
- «Когда спящий проснется». Премьера состоялась в 1987 г. на сцене Академического театра им. Ленсовета, а также более, чем в тридцати театрах Советского Союза.
- «Час моржей». Премьера на сцене театра «Эксперимент» в 1992 г.
- «Шерше ля фамм или Как избавиться от милой». Премьера в Санкт-Петербургском театре «Эксперимент» в 1993 г.
- «Третий глаз». Премьера в театре «Эксперимент» в 1993 году, а также в театре города Магистральный и в Эстонском драматическом театре.
- «Большой Ук-Ук». Сборники «Ландскрона» 1 — 6 выпуски. Ташкентский Молодёжный Театр. Премьера в 1997 г.
- «Вечер с хорошенькой и одинокой». Сборники «Ландскрона» 1 — 6 выпуски. Санкт-Петербургское радио «Россия». Радиоспектакль.
- Сказки «Горбатый мостик и его друзья». Санкт-Петербург. Радиоспектакли по «Радио Россия».
- Сборники «Ландскрона» 1 — 6 выпуски. Спектакли по пьесам, из этого сборника осуществили несколько театров. Повесть «Плата за перевоз». Пьесы:

1. «Большой Ук-Ук».
2. «Третий глаз».
3. «Час моржей».
4. «Загадочный мужчина».
5. «Вечер с хорошенькой и одинокой».
6. «Стареющий Дон Жуан».

А также другие публикации и постановки в театрах других городов: Минусинска, Омска, Горноалтайска, Магистрального, Ломоносова.

##### Либретто и мюзиклы
- Либретто мюзикла «Инкогнито из Петербурга» по мотивам комедии Н. В. Гоголя «Ревизор». Композитор — Виктор Плешак. Премьеры:
  - 1994 — Краснодарский Театр Музыкальной комедии. Под названием «Шальная масть».
  - 1995 — Курский Театр Драмы и Комедии. Под названием «Инкогнито».
  - 1995 — Оренбург. («Шальная масть»).
  - 1995 — Барнаул. («Шальная масть»).
  - 1998 — Магадан. Под названием «Хлестаков из Петербурга».
  - 1998 — Красноярский государственный театр музыкальной комедии. Под названием «Хлестаков из Петербурга». Золотая Маска за лучшую мужскую роль в 2000 году.
  - 2005, 25 декабря — Новосибирский театр музыкальной комедии.
  - 2006, октябрь — Петрозаводский театр музыкальной комедии.
  - 2014, октябрь — Национальный музыкально-драматический театр Республики Коми. Под названием "Петербургысь инкогнито" ("Инкогнито из Петербурга"), на коми языке.
  - 2017, сентябрь — Малый Музыкальный Театр, Санкт-Петербург[2]
- Мюзикл «Брак по конкурсу» по одноимённой пьесе Карло Гольдони. Премьера в Курском театре Драмы и Комедии в 1996 году.
- Либретто мюзикла «Сказка о Руслане и Людмиле, Ученом Коте, страшном Черноморе и его бороде» по мотивам поэмы А. С. Пушкина «Руслан и Людмила» на музыку Виктора Плешака.
  - 1999 — Оренбургский театр музыкальной комедии.
  - 2000 — Красноярский государственный театр музыкальной комедии.
- Либретто «Сказка о Добре, Зле и Чудо-Соловье». Музыка Сергея Баневича. Оренбургский Театр Музкомедии. 1994 г.
- Либретто мюзикла «Сказка о Щелкунчике». Санкт-Петербургская школа Изящных Искусств, 1997 год.
- Либретто мюзикла «Амазонки» по оригинальной пьесе для ких театров «Амазонки». Премьера в 1998 году в Детском Мюзик-холле в Санкт-Петербурге.
- Либретто для музыкального спектакля «Черевички для любимой» по мотивам повести Н. В. Гоголя «Ночь перед Рождеством». Хабаровский театр музкомедии. Премьера 25 декабря 2004 года. Постановку этого спектакля осуществили театры Северска, Магадана и Красноярска в 2005 году.
- Минимюзикл «Улитка». Театр школы искусств Васильевского острова. Санкт-Петербург.
- Либретто музыкального спектакля «Женитьба» по пьесе Н. В. Гоголя. Музыка Виктора Плешака.

##### Книги и публикации
- Книга «Современная комедийная новелла». Запорожское книжное издательство. 1996 г.
- Сборник одноактных пьес «Ален Делон говорит по-французски».
  - Пьесы: Ален Делон говорит по-французски. Сегодня придёт «Он». Жёлтая река. Издательство «Искусство», Москва.
  - Пьеса «Тезей». Журнал «Современная драматургия» № 1-2 за 1995 г.
  - Повесть «Плата за перевоз». Журнал «Литературная учёба». м. б. 1987 г.
  - Повесть опубликована в сборнике «Писатели-абсурдисты». Москва. Издательство «Молодая гвардия».
- «Горбатый мостик и его друзья». Журнал «Искорка». Подборка детских сказок из сборника.
- Детские книги. Издательство «Сентябрь», Санкт-Петербург, 2004 г.

1. «Улитка».
2. «Мотик и Ласточка».
3. «Хомяк и Рак».
4. «Варан и Ёж».

##### Песни
- Песни на музыку В. Плешака для рождественского мюзикла «Питер Пэн».
- Песня на музыку Алексея Плешака «Когда весна приходит». Детский Государственный Хор радио и телевидения Санкт-Петербурга.

##### Прочее
- Сценарий. Четыре серии для телевизионного сериала «Загадки доктора Никодима». Петербургское телевидение. Режиссёр Александр Мелентьев.
- Цирковое представление.Санкт-Петербургский Государственный Цирк на Фонтанке. Постановщик — народная артистка России Таисия Корнилова.
- Фильмы общества «Любительское кино» «Час моржей» — приз «Золотой Лев» и «Загадочный мужчина».